# Pluskvamperfektum
Pluskvamperfektum (latin plus quam perfectum tempus 'mere end fuldendt tid') = førdatid, en bøjningsform af verberne. F.eks. han havde stjålet en bil, han var gået sin vej.
Hvor perfektum beskriver en handling forud for nutiden, placerer plusquamperfektum handlingen i fortiden i forhold til en datid. 
Eksempel: Da jeg kom hjem, havde Erik allerede lavet maden færdig.
Her står kom i datid, og havde lavet er førdatid (pluskvamperfektum) og betegner noget, der er afsluttet forud for kom. Der er dermed for førdatid tale om en handling, som både blev påbegyndt og afsluttet tidligere end den efterfølgende handling.

## Irrealis og potentialis
På dansk bruges datid og førdatid til at udtrykke noget tænkt, ønsket eller uvirkeligt, hvortil man på en lang række andre sprog anvender den til formålet udtrykte tid i konjunktiv form af verbet/udsagnsordet. Denne form findes ikke på dansk. 
Det uvirkelige (i betydningen ikke-mulige, ikke indtrufne - altså noget uomgængeligt ikke indtruffet) kaldes som tid irrealis.
Det mulige, ofte ønskede, kaldes som tid i stedet potentialis.
Eksempel med irrealis i datid: Hvis jeg var konge, så... (men jeg er ikke konge... - det var ikke muligt for mig at blive).
Eksempel med irrealis i førdatid: Hvis jeg havde haft penge, havde jeg købt en gave til dig (men det havde jeg ikke på pågældende tidspunkt, og det kunne ikke være anderledes. En umulig hypotese).
Eksempel på potentialis i datid: Kom du blot lidt tidligere i morges, ville du kunne have nået at være med til morgensang. Tiden i kom og ville kunne er meget unøjagtig på dansk, da vi faktisk forsøger at udtrykke sammensætningen: havde-du-i-stedet-kommet...ville-du-have-haft-muligheden... Og her anses hypotesen vel at mærke for en absolut mulighed! Måske endda noget ønsket.
Unøjagtigheden i det danske verbum: kom i ovenstående eksempel må ikke forveksles med: Kom du blot tidligere fremover, ville du nemt kunne nå at være med til morgensangen. Her er kom nemlig futurum (om fremtiden). 
Når vi på dansk bruger en datidig/fortidig form om noget ikke-datidigt, svarer det i reglen til brug af konjunktiv på de sprog, hvor konjunktiv stadig findes, f.eks. latin, tysk, fransk, spansk og til dels engelsk.
Af eksempler på engelsk konjunktiv form kan nævnes: If I were a rich man.
Were er her korrekt som konjunktiv form af be, selvom mange især yngre englændere i dag har glemt formen, og ubekymret siger:
If I was rich  (hvilket faktisk endnu er grammatisk forkert).